# Martín Tristán Calvete
Martín Tristán Calvete (falecido em 1546) foi um prelado católico romano que serviu como bispo de Oviedo de 1539 a 1546 e bispo de Lugo de 1534 a 1539.

## Biografia
No dia 8 de Junho de 1534, Martín Tristán Calvete foi nomeado durante o papado de Clemente VII como Bispo de Lugo. A 30 de Maio de 1539, foi nomeado durante o papado de Paulo III como Bispo de Oviedo, onde serviu como bispo até à sua morte em 1546.